# Гамбасси-Терме
Гамбасси-Терме (итал. Gambassi Terme) — коммуна в Италии, располагается в регионе Тоскана, в провинции Флоренция.
Население составляет 4838 человек (2008 г.), плотность населения составляет 59 чел./км². Занимает площадь 82 км². Почтовый индекс — 50050. Телефонный код — 0571.
Покровителем коммуны почитается святой Себастьян, празднование 20 января.

## Демография
Динамика населения:

## Администрация коммуны
- Официальный сайт: http://www.comune.gambassi-terme.fi.it/